# Till Cissokho
Till Cissokho (* 8. Februar 2000 in Paris) ist ein französischer Fußballspieler deutscher Abstammung.

## Karriere

### Verein
Cissokho begann seine Karriere beim FC Montrouge 92. Zur Saison 2015/16 wechselte er in die Jugend von Girondins Bordeaux. Im Mai 2017 debütierte er für die Reserve von Bordeaux in der fünfthöchsten Spielklasse. In der Saison 2017/18 kam er zu 15 Einsätzen in der National 3. Zu Saisonende stieg er mit Bordeaux B in die National 2 auf. Im März 2019 stand er gegen den HSC Montpellier erstmals im Profikader von Bordeaux. Sein Debüt in der Ligue 1 gab er im April 2019, als er am 32. Spieltag der Saison 2018/19 gegen die AS Saint-Étienne in der Startelf stand und in der 79. Minute durch Josh Maja ersetzt wurde. Dies blieb sein einziger Profieinsatz für Girondins, in der Saison 2018/19 kam er zudem zu 23 Viertligaeinsätzen für die Reserve.
Zur Saison 2019/20 wechselte er zum Zweitligisten Clermont Foot. Für Clermont kam er bis zum Ligaabbruch zu drei Einsätzen in der Ligue 2, zudem machte er zehn Spiele für die Reserve in der National 3. Zur Saison 2020/21 wurde er an den österreichischen Zweitligisten SC Austria Lustenau verliehen. Bis zum Ende der Leihe kam er zu 26 Einsätzen in der 2. Liga.
Zur Saison 2021/22 wurde er an den französischen Zweitligisten US Quevilly weiterverliehen. Nach guten Leistungen wurde Cissokho dann ein Jahr später fest von dem Verein aus der Normandie verpflichtet.

### Nationalmannschaft
Cissokho spielte im September 2015 erstmals für eine französische Jugendnationalauswahl. Zwischen September und November 2016 kam er zu vier Einsätzen für die U-17-Mannschaft. Im Februar 2018 debütierte er gegen Italien für das U-18-Team, für das er bis März 2018 zu drei Einsätzen kam.

## Persönliches
Cissokhos Mutter stammt aus Berlin.